# Іккос Тарентський
Іккос або Ікк Тарентський (*Ἴκκος, д/н —кін. V ст. до н. е.) — давньогрецький атлет-п'ятиборець, учасник та переможець античної Олімпіади, розробник лікувальної гімнастики та спортивної дієтології.

## Життєпис
Народився у м. Тарент (Велика Греція). Син Ніколаїдіса, міського лікаря. Спочатку успадкував справу батька. На основі знань з медицини став готувати себе до змагань. Замолоду став прихильником вчень Піфагора.
Одним з перших запровадив науковий підхід до тренування. Йому приписується розробка суворого режиму харчування для атлетів і докладно розробленого чотириденного циклу тренувань відповідно до етико-релігійних піфагорейських понять, утримуючись від статевого акту перед змаганнями. Був переможцем у п'ятиборстві на 84 (944 рік до н. е.) Олімпійських іграх. За іншими відомостями 77-х ігор у 470 році до н. е.
Павсаній називав Іккоса найкращим гімнастом того часу, очолював гімназій в рідному місті. Водночас у Платона є згадки щодо належності атлета до софістів.